# Agustín Cortés Soriano

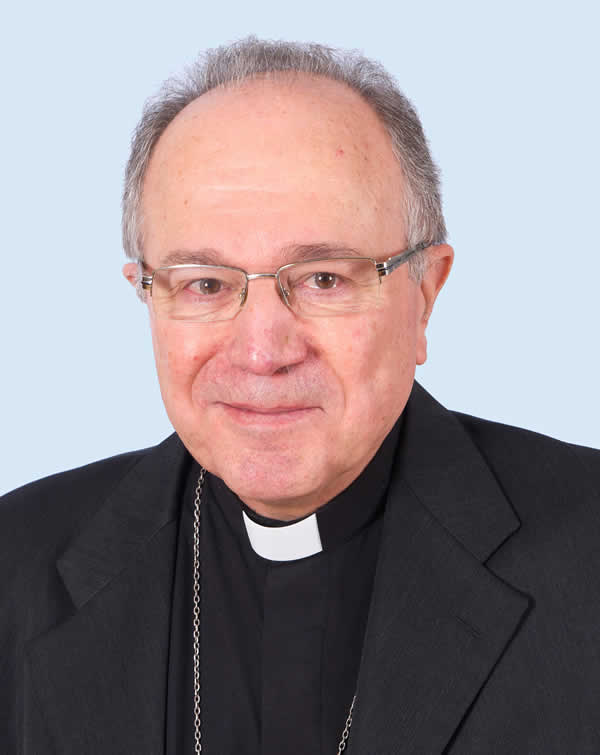
Bischof Agustín Cortés Soriano (2016)

Bischofswappen

Agustín Cortés Soriano (* 23. Oktober 1947 in Valencia) ist ein spanischer Geistlicher und emeritierter römisch-katholischer Bischof von Sant Feliu de Llobregat.

## Leben
Agustín Cortés Soriano empfing am 23. Dezember 1971 die Priesterweihe für das Erzbistum Valencia.
Papst Johannes Paul II. ernannte ihn am 20. Februar 1998 zum Bischof von Ibiza. Der Apostolische Nuntius in Spanien, Erzbischof Lajos Kada, spendete ihm am 18. April desselben Jahres in der Kirche Santa Cruz in Ibiza die Bischofsweihe; Mitkonsekratoren waren Ricardo María Kardinal Carles Gordó, Erzbischof von Barcelona, und Agustín García-Gasco y Vicente, Erzbischof von Valencia. 
Am 15. Juni 2004 wurde er zum ersten Bischof des mit gleichem Datum errichteten Bistums Sant Feliu de Llobregat ernannt und am 12. September desselben Jahres in das Amt eingeführt.
Papst Franziskus nahm am 8. Oktober 2024 seinen altersbedingten Rücktritt an.